# Jindřich Zahradník
Jindřich Zahradník (4. července 1916 Česká Třebová – červen 1992 Praha[zdroj?]) byl český a československý ekonom, národohospodář, předseda Ústřední rady družstev, politik Komunistické strany Československa, místopředseda vlády ČSSR a poslanec Sněmovny lidu a Sněmovny národů Federálního shromáždění za normalizace.

## Biografie
Vystudoval v Praze České vysoké učení technické - obor silnoproudá elektrotechnika ještě před válkou, díky stipendiu, které jako nemajetný a nadaný student obdržel od Hlávkovy nadace. V období 2. světové války pracoval v podniku Kablo Kladno jako hlavní inženýr. Po osvobození v letech 1945 až 1948 pracoval ve vedení podniku Kablo Bratislava. V padesátých letech řídil Hlavní správu československé elektrotechniky a až do roku 1964 působil na Ministerstvu těžkého strojírenství.
Počátkem šedesátých let byl pověřen řízením výstavby Východoslovenských železáren .V roce 1964 byl jmenován generálním ředitelem Závodů přístrojů a automatizace a v letech 1965 – 1968 byl členem Státní komise pro řízení a organizaci vedené prof. Otou Šikem, která pro vládu připravovala koncepci rozvoje národního hospodářství.[zdroj?]
V roce 1969 byl jmenován do první vlády Lubomíra Štrougala, kde zastával post místopředsedy vlády a navíc portfolio Ministra - předsedy Výboru pro průmysl. V druhé vládě Lubomíra Štrougala a třetí vládě Lubomíra Štrougala byl jejím místopředsedou. Vedl několik mezivládních výborů pro spolupráci mimo jiné s tehdejší Německou spolkovou republikou a USA.
Dlouhodobě zasedal v nejvyšším zákonodárném sboru. Ač Čech, byl opakovaně volen ve slovenských obvodech. Ve volbách roku 1971 zasedl do Sněmovny lidu (volební obvod č. 140 - Devín-Ružinov, Bratislava). Mandát obhájil ve volbách roku 1976 (obvod Bratislava-Dúbravka-Petržalka) a volbách roku 1981 (obvod Petržalka). Ve volbách roku 1986 přešel do Sněmovny národů (obvod Jihlava). Ve FS setrval do prosince 1989, kdy rezignoval v rámci procesu kooptace do Federálního shromáždění po sametové revoluci.
V roce 1981 byl zvolen předsedou Ústřední rady družstev, kde pracoval až do odchodu do důchodu v roce 1987. Jako zkušený ekonom, politický pragmatik a osobní přítel tehdejšího předsedy vlády Lubomíra Štrougala významně přispěl k posílení respektu družstevnictví, jako perspektivní alternativy státního sektoru. Byl rovněž zvolen členem exekutivy Mezinárodního družstevního svazu (největší nevládní organizace světa).[zdroj?]